# Шоманколь
Шоманколь (каз. Шоманкөл, до 2017 г. — Большевик) — село в Баянаульском районе Павлодарской области Казахстана. Входит в состав Куркелинского сельского округа. Код КАТО — 553647300.
Расположено на берегу озера Шоманколь примерно в 37 км к югу от Баянаула. Название озера происходит от имени бая Шоман, аул которого находился на южном берегу озера в начале XIX века. Похоронен на восточном берегу озера. В данное время село расположено вдоль северного берега.

## Население
В 1999 году население села составляло 398 человек (214 мужчин и 184 женщины). По данным переписи 2009 года в селе проживало 280 человек (156 мужчин и 124 женщины).